# خالد كريب
خالد مسعد كريب لاعب كرة قدم قطري ، ولد في (23 يناير 2000) يلعب في نادي الخور.
لعب سابقاً في نادي الدحيل.